# 井出靖
井出 靖（いで やすし、1960年7月19日 - ）は、音楽プロデューサー、DJ、レーベルオーナー、現在のシーンを形成する音楽的動勢に常に深く関わってきたプロデューサー、アーティスト。

## 略歴
1960年、東京都生まれ。法政大学卒業後、『流行通信』販売部、カセットテープ付きのアート&ミュージック・マガジン『TRA MAGAZINE』などを経て、1980年代、いとうせいこうとエンパイアスネークビルディングを設立、ヤン富田、高木完、MUTE BEAT、いとうせいこう等と共に、現在のシーンを形成する音楽的動勢に常に深く関わってきたプロデューサー。
1990年代にはORIGINAL LOVEのマネージメント及びプロデュース、また小沢健二らのデビューを助力、BONNIE PINK、クレモンティーヌの他、最近では、金原千恵子などのプロデュースを手掛けている。クラブシーンにおいても、FANTASTIC PLASTIC MACHINE、KYOTO JAZZ MASSIVE、MONDO GROSSO等と並んで、シーンを支え盛り上げてきた1人といえる。
1995年にソロ・アルバム『LONESOME ECHO』を発表。1998年に全編ストリングスオーケストラをフィーチャーしたアルバム『PURPLE NOON』を発売。また同リミックス・アルバム『PURPLE NOON』『AFRO BLUE』をワーナーミュージック フランスを通して全世界リリース。
2005年にインディーズレーベルGrand Galleryを立ち上げ、渋谷（現在は代々木八幡）でショップを運営するなど、活躍の場を拡張。現在まで約100タイトルのCDを発売。
高感度な、音楽、ファッション、広告の関係者からミュージシャン、芸能人まで幅広い支持を得ている。
マネージメント業務としては、福山雅治、桑田佳祐、小田和正らのレコーディング、ステージサポートでも知られるヴァイオリニスト「金原千恵子」をはじめ、レーベルアーティストが多数所属。音楽とファッションの融合として、伊勢丹、サザビー、JUNなどとコラボレーションを行い、活動の幅を広げている。
- 1986年 有限会社キング・コブラ設立
- 1987年 マネージメント業務及びプロデュース業を開始。
- 1990年 ORIGINAL LOVEのマネージメント業務及びプロデュース業を開始。
- 1991年 日本レコード大賞アルバム・ニューアーティスト賞をORIGINAL LOVEが受賞する。
- 1992年 東京都渋谷区宇田川町でレコード、ファッション、雑貨などを販売する店舗「Fantastica」を開店させる。
- 1992年 小沢健二らのマネージメント業務及びプロデュース業を開始。
- 1994年 フランス人歌手のClementine、ボニーピンク、松雪泰子、阿川泰子、他の多数のアルバムプロデュース業務を行う。
- 2005年 CDレーベル「Grand Gallery」を設立
- 2009年 東京都渋谷区宇田川町でセレクトショップ「Grand Gallery」を開店。
- 2011年 セレクトショップ「Grand Gallery」を代々木公園、代々木八幡へ移転。

## ディスコグラフィ

### アルバム
- LONESOME ECHO [1995]
- PURPLE NOON [1998]
- PURPLE NOON　REMIX　AFRO BLUE [1999]
- PURPLE NOON　REMIX　BLACK VELVET [1999]
- LATE NIGHT BLUES [2012]
- COWBOYS [2014]

## プロデュース
- BONNIE PINK
- クレモンティーヌ
- 金原千恵子
- 松雪泰子
- 阿川泰子